# Simonetta Vitelli
Simonetta Vitelli née à Rome le 16 juin 1950  est une actrice italienne, jouant le plus souvent sous le pseudonyme de Simone Blondell.

## Biographie
Simonetta Vitelli est la fille du scénographe et réalisateur Demofilo Fidani et de son épouse la costumière et scénariste Maria Rosa Valenza Vitelli. À partir de 1967, son père l’utilise dans des rôles dans ses films, principalement comme une beauté blonde et aux yeux bleus et hypnotiques. Elle a tourné dans des westerns italiens à faible coût, des films de genre  et d’œuvres (trash) d’autres réalisateurs, dont la dernière en 1974 est Le Château de l'horreur (Terror! Il castello delle donne maledette). 
Simonetta Vitelli était mariée au producteur Paolo Lucidi, avec qui elle a deux enfants.

## Filmographie

### Comme actrice
- 1967 : Étranger, signe-toi (Straniero... fatti il segno della croce!) : fille de Sullivan (pseudonyme Simone Blondell)
- 1968 : Prie et creuse ta tombe (Prega Dio... e scavati la fossa)
- 1969 : El Sartana, l'ombre de ta mort (Passa Sartana... è l'ombra della tua morte) (pseudonyme Simone Blondell)
  - La Chaise électrique (Sedia elettrica) : Margi (pseudonyme Simone Blondell)
  - Quatre pour Sartana (...e vennero in quattro per uccidere Sartana!) : Susy (pseudonyme Simone Blondel)
- 1970 : Sartana le redoutable (Inginocchiati straniero... I cadaveri non fanno ombra!) de Demofilo Fidani :  : Maya (pseudonyme Simone Blondel)
  - Django et Sartana (Quel maledetto giorno d'inverno... Django e Sartana all'ultimo sangue) : veuve (pseudonyme Simone Blondell)
  - Sartana, si ton bras gauche te gêne, coupe-le (Arrivano Django e Sartana... è la fine) de Demofilo Fidani : Anne (pseudonyme Simone Blondel)
- 1971 : Sam Wallash, on l'appelle Ainsi soit-il (Era Sam Wallach... lo chiamavano 'così sia') : Fanny (pseudonyme Simone Blondell)
  - Nevada Kid (Per una bara piena di dollari) : Monica Benson (pseudonyme Simone Blondel)
- 1972 : Viva Django (W Django!) : Inez (pseudonyme Simone Blondel)
  - Karzan, le maître de la jungle (Karzan, il favoloso uomo della jungla) : Shiran (pseudonyme Simone Blondel)
  - Caresses à domicile (A.A.A. Massaggiatrice bella presenza offresi...) (pseudonyme Simone Blondel)
  - On continue à l'appeler fils de... (El Zorro justiciero) de Rafael Romero Marchent : Perla Dominguez (pseudonyme Simone Blondel)
- 1973 : Le Conseiller du parrain (La legge della Camorra) : Donna Carolina
  - Ta tombe est prête, Sartana ! (Amico mio, frega tu... che frego io!) : Pearl (pseudonyme Simone Blondell) - également assistante de plateau
- 1974 : Le Château de l'horreur (Terror! Il castello delle donne maledette) : Maria Frankenstein (pseudonyme Simone Blondell)

### Comme assistante de production
- 1971 : Macho Callaghan se déchaîne (Giù la testa... hombre, autre titre anglais : Ballad of Django)

### Comme styliste pour les costumes
- 1994 : Caro dolce amore

### Comme assistante d'édition
- 1975 : Due cuori, una cappella
- 1976 : Gli Esecutori